# 2019년 부천국제판타스틱영화제
제23회 부천국제판타스틱영화제는 2019년 6월에 개최된 영화제이다.

## 프로그램
- 개막작: 기름도둑 - 에드가 니토
- 폐막작: 열두 번째 용의자 - 고명성

### 부천초이스
장편
- 아슈라 - 탈랄 셀하미
- 호신술의 모든 것 - 릴리 스턴즈
- 30년만의 재회 - 앤트 팀프슨
- 진범 - 고정욱
- 다니엘 이즌 리얼 - 아담 이집트 모티머
- G 어페어 - 리 척 판
- 아빠? - 루디 리베론 산체스
- 별장에서 생긴 일 - 스베린 피알라 외 1명
- 사르가소해의 기적 - 실라스 트조머카스
- 더 룸 - 크리스티안 볼크만
- 투어리즘 - 미야자키 다이스케
- 위 아 리틀 좀비 - 나가히사 마코토

단편
- 미래인간의 마지막 날 - 파디 바키 프즈
- 대체인간 - 프레드릭 플라스만
- 테크놀로지 호수로의 산책 - 브랜든 데일리
- 11:50 - 첸 이궈
- 투게더 - 라이언 옥센버그
- 위대한 60일 - 김태우
- 행운의 상자 - 케일럽 J. 필립스
- 섬망 - 바히드 나미 외 1명
- 낮잠 - 로라 산체스 아코스타
- 올 인클루시브 - 테무 니키
- 그것 - 다닐로 벡코빅
- 와일드 - 얀 베데이크

### 코리안 판타스틱
장편 경쟁
- 굴레: 소녀의 눈 - 장현상
- 팡파레 - 이돈구
- 영화로운 나날 - 이상덕
- 인생게임 - 양재호
- 작은 방안의 소녀 - 박소진
- 어서오시게스트하우스 - 심요한
- 좀비파이터 - 임지환

장편 초청
- 도어락 - 이권
- 나만 없어 고양이 - 복운석 외 1명
- 뺑반 - 한준희
- 행복의 진수 - 윤재원

크로스오버
- 내 연적의 모든 것 - 안국진
- 물비늘 - 신수원
- 페르소나 - 임필성 외 3명
- 밀어서 감옥해제 - 정재은
- 트랩: 디렉터스 컷 - 박신우

단편
- 열두번째 인턴 - 신윤호
- 당신은 안드로이드입니까 - 유명상
- 립스틱 레볼루션 - 양소영
- 찔리는 이야기 - 김매일
- 젯-다이 아쿠무 - 이탁
- 사랑은 꿈과 현실의 외길목에서 - 최희승
- 난 - 박영찬
- 세입자 - 김정호

### 월드 판타스틱
레드
- 사회로부터 탈출해야 할 7가지 이유 - 에스테브 솔러 외 1명
- 하늘의 모든 신들(프랑스어판) - 콱스
- 버드 케이지 - 나카타 케이(일본어판)
- 콜 마이 네임 - 사토 토시키
- 더 클리닝 레이디 - 존 노츠
- 더 빌리지(영어판) - 아브델하미드 부쉬낙
- 아빠의 효녀 조이 - 줄리안 리처즈
- 달링 - 폴리애너 맥킨토시
- 데드 돈 다이 - 짐 자무쉬
- 이누가미의 결혼 - 카타시마 익키
- 드레드아웃 - 키모 스탐보엘
- 귀신 상담사 - 미카일 레드
- 종말 - 그 후 - 캐롤라이나 헬스가드
- 야수 - 안드레스 카이저
- 복수의 여신(독일어판) - 토니 다퀴노
- 고스트 마스터(일본어판) - 폴 영
- 작살 - 롭 그랜트
- 헬 홀 - 샘 로
- 나는 악마를 가뒀다 - 조쉬 로보
- 저수지의 피크닉 - 베르나르도 안토나치오 외 1명
- 온다 - 나카시마 테츠야
- 주디와 펀치의 위험한 관계 - 미라 폴크스
- 카르마 - 청 웨이헝
- 만리키(일본어판) - 야스히코 시미즈
- 복수의 밤 - 건패르윗 푸와돌위시드
- 야간근무자 - 데니슨 라말호
- 나이트메어 시네마(영어판) - 알레한드로 브뤼게 외 4명
- 심야 주유소의 공포 - 패드레이그 레이놀즈
- 오버로드 - 줄리어스 에이버리
- 더 풀 - 핑 럼프라플르엉
- 호흡 - 가브리엘 그리에코
- 사다코 - 나카다 히데오
- 소나타 - 앤드류 데스몬드
- 컨덕트 - 일리야 막시모프
- 토시마엔 괴담 - 타카하시 히로시
- 악의 - 데니스 보츠
- 두 개의 영혼 - 라이언 리
- 늑대인간 - 아드리안 페넥
- 살인마를 키우는 여자(일본어판) - 나카다 히데오
- 너희가 노미를 알아?(영어판) - 제프리 맥헤일

블루
- 21세기 소녀 - 야마토 유키 외 5명
- 4x4 - 마리아노 콘
- 특별한 인질 - 콜도 세라
- 에어포칼립스 - 샤오양
- 블라인드 멜로디 - 스리람 라그하반
- 아니아라 - 펠라 카게르만 외 1명
- 내겐 너무 어려운 연애 - 파임 부이얀
- 빅 브라더 - 함가위
- 영원한 족쇄 - 아론 스킴버그
- 코퍼맨 - 에로스 뽈리엘리
- 더티 갓 - 사샤 폴락
- 다이너마이트 소울 밤비 - 마츠모토 타쿠야
- 에리카38 - 유이치 히비
- 운전 강사의 특이한 비밀 - 마이크 아헌 외 1명
- 더 파이터 - 박성진
- 걸리 보이 - 조야 악타르
- 히비키 - 츠키카와 쇼
- 인비저블 위트니스 - 스테파노 모디니
- 내 얘기를 찍어줘 - 아리 로사 외 1명
- 매드 매드 매드 쇼 - 시에 니엔주
- 고비의 전설 - 다바자갈 체렌티메드
- 잔시의 여왕 - 라다 크리슈나 자갈라무디
- 멜랑콜릭 - 타나카 세이지
- 메모리: 걸작 에이리언의 기원 - 알렉상드르 오 필립
- 모뉴먼트 - 야고다 셸츠
- 아웃 오브 튠 - 프레더릭 애스폭
- 싸이코비치 - 마틴 룬드
- 로맨틱 코미디 - 엘리자베스 샌키
- 학교생활! - 시바타 잇세이
- 슈퍼 디럭스 - 티아가라잔 쿠마라라자
- 발렌타인 - 유베이 폭스 외 1명
- 우리는 언제나 성에 살았다 - 스테이시 패슨
- 악마의 바람소리 - 엠마 타미

### 패밀리존
- 별의 정원 - 원종식
- 라라의 신비한 모험 - 리스 오스볼
- 해커 - 폴 베억
- 야콥과 미미와 말하는 개 - 에드먼즈 얀손
- 꼭두 이야기 - 김태용
- 아빠는 악역 레슬러 - 후지무라 교헤이
- 테스와 보낸 여름 - 스티븐 바우터루드
- 별의 무게 - 마리-소피 샴봉
- 백사전 - AMP 웡 외 1명

### 금지구역
- 골든그러브 - 파티 아킨
- 초의태인간(일본어판) - 후지 슈고
- 포르노 엑스트라의 종말 - 루카스 헤이네
- 돌연변이 대격돌 - 페르난도 알리
- 토막살인범의 고백 - 리누스 드 파올리

### 판타스틱 단편 걸작선
- KIM - 노영미
- 삼제왕풀이 - 강소연
- 안나 - 김태진
- 아버지 가방에 들어가신다! - 이민섭
- 거리의 가능한 불행들 - 이광재
- 돌고 돌아 우린 - 박형남
- 시대가 어느 시댄데 - 김수형
- 스감 - 안창호
- 혐오가족 - 김미조
- 어떤이 - 유재인
- 점선대로 - 최이다
- 윤회 - 주현준
- 산행 - 공지명
- 박미숙 죽기로 결심하다. - 윤미영
- 테이프의 비밀 - 김규태
- 뱀살 - 조영빈
- 우리는 얼마나 많은 개미들을 죽였는가? - 박건
- 코마 - 박지인
- 저기요 - 최지환
- 구의역 3번 출구 - 김창민
- 킬러미역의 습격 - 노유정
- 갈귀 - 김은성
- 파란만장 - 한정길
- 출국심사 - 이기혁
- 홈 - 김보솔
- 기일 - 정빛아름
- 낚시 - 이민규
- 노이지어 댄 핸 - 정승훈
- 하얀악마; 금요일 밤 택시드라이버 - 박승원
- BEHIND THE HOLE - 신서영
- 뜨거운 그대들에게 - 김지홍
- 괜찮아 - 백선우
- 사랑의 방식 - 이광호
- 조립 - 신택수
- 내 이름 송병준! 이렇게 강할 리가 없어!! - 박재현
- 캣 누아르 - 오닐 뷔르기
- 패밀리 매뉴얼 - 우치다 에이지
- 데빌 우먼 - 하이디 리 더글라스
- 피아노 레슨 - 양 이치엔
- 릴리 - 잎케 반 베르켈라어
- 더 몬스터 앤 더 우먼 - 이케다 아키라
- 레인 캐쳐 - 미셸 피아스카리스
- 사냥 시즌 - 섀넌 콜리
- 당신의 마지막 날 - 마크 마르티네즈
- 콰이어트 존 - 팀 에를리히
- 완벽한 백색 - 주어 리
- 출장 마사지 - 메러디스 올로웨이
- 블루-캣-블루스 - 후지와라 리호
- 아홉번째 걸음 - 마리사 크레스포 아브릴 외 1명
- 또다른 세계 - 토미 카이청 응
- 비밀실험 2 - 캘빈 리 리더
- 릴리 - 다니엘 비퀘이라
- 메이드 인 재팬 - 마츠모토 유사쿠
- 애프터글로우 - 나가누마 리나
- 기억의 조각 - 레인나드 바오리우스 디나타 외 1명
- 낙원 - 콴푸 F. T. 린
- 레플리컨트 마인드 - 토머 바인베르크
- 사라 - 그레이슨 체니
- 첫경험 - 아사프 리브니
- 고양이 남자 - 브라이언 로드리게즈
- 침대맡 이야기 - 루카스 파울리노 외 1명
- 하모니 - 베르트랑 데조테
- 스위치 - 마리온 레나르
- 간조 - 이안 헌트 더피
- 로스트 에피소드 - 크리스토퍼 래드클리프
- 워킹 피쉬 - 테사 마이어
- 마크르 - 하나 카짐
- 잔혹한 형제 - 루이 페드로 소사
- 우유 - 산티아고 멘기니
- 더 쉬프먼트 - 바비 발라
- 칼립소 - 파울로 A.M. 올리베이라 외 1명
- 킹덤 - 탄 웨이 컹
- 히어 데어 피 몬스터스 - 드류 맥도널드
- 디테인먼트 - 빈센트 람브
- 리틀 테이스트 - 빅토르 카탈라
- 도시인 - 마르코 후타르츠
- 서비스 - 테오 왓킨스
- 붉은 순환 - 이삭 베로칼
- 자니 익스프레스 - 우경민
- 아티스트-110 - 오서로
- 디스크조각모음 - 황보새별
- 모두의 게임 - 조예슬
- 과부하 - 강수현
- 미스홍 - 전종기
- 그린 라이트 - 김성민
- 숙녀들의 하룻밤 - 한병아
- 남자는 울지 않았다 - 문형일
- 아버지의 방 - 장나리
- 비포&애프터 - 강민지
- 연애놀이 - 정유미
- 그녀 - 김고은
- 매니멀스 - 오지현

### 배우 특별전
- 첫사랑 - 이명세
- 타짜 - 최동훈
- 열한번째 엄마 - 김진성
- 바람 피기 좋은 날 - 장문일
- 모던 보이 - 정지우
- 이층의 악당 - 손재곤
- 도둑들 - 최동훈
- 차이나타운 - 한준희
- 굿바이 싱글 - 김태곤
- 국가부도의 날 - 최국희

### 특별전
해외
- 대괴수 갓파 - 노구치 하루야스
- 고질라 vs 헤도라 - 요시미츠 반노
- 메카고질라의 역습 - 혼다 이시로
- 가메라 - 대괴수 공중결전 - 카네코 슈스케
- 가메라 2 - 레기온 내습 - 카네코 슈스케
- 가메라 3 - 사신 이리스의 각성 - 카네코 슈스케
- 가메라 - 작은 용사들 - 타자키 류타
- 금지된 세계 - 프레드 M. 윌콕스
- 이색지대 - 마이클 크라이튼
- 블레이드 러너 - 리들리 스콧
- 신비의 체험 - 존 휴스
- 에이 아이 - 스티븐 스필버그
- 은하수를 여행하는 히치하이커를 위한 안내서 - 가스 제닝스
- 월-E - 앤드류 스탠튼
- 퍼즐 - 올리비에 페이루
- 로봇은 로봇이다 - 에밀 프리츠 에른스트 외 1명
- 아이와 로봇 - 니콜라 피오베상
- 러스트 인 피스 - 윌리엄 웰스
- 선스프링 - 오스카 샤프
- 노 게임 - 오스카 샤프

국내
- 푸른 언덕 - 유동일
- 우주괴인 왕마귀 - 권혁진
- 죽음의 다섯 손가락 - 정창화
- 수녀 - 김기영
- 괴시 - 강범구
- 영심이 - 이미례
- 미지왕 - 김용태
- 3인조 - 박찬욱
- 여고괴담 두번째 이야기 - 김태용 외 1명
- 소름 - 윤종찬
- 원더풀 데이즈 - 김문생
- 장화, 홍련 - 김지운

### 특별상영
- 변증법은 벽돌을 깰 수 있는가? - 르네 비에네
- 블러드 심플 - 조엘 코언 외 1명
- 빽 투더 아이돌 - 카네코 슈스케

### 여성에 주목하는 기획전
- 여자들 - 조지 큐커
- 신사는 금발을 좋아한다 - 하워드 혹스
- 나인 투 파이브 - 콜린 히긴스
- 해리가 샐리를 만났을 때 - 로브 라이너
- 마누라 죽이기 - 강우석
- 시티즌 루스 - 알렉산더 페인
- 하지만 나는 치어리더예요 - 제이미 배빗
- 이층의 악당 - 손재곤
- 고스트버스터즈 - 폴 페이그
- 아이 캔 스피크 - 김현석
- 로맨틱 코미디 - 엘리자베스 샌키

### Beyond Reality
- 스피어스: 3부작 - 엘리자 맥니트
- 아야후아스카 - 얀 쿠넹
- 글루미 아이즈 파트 1 - 호르게 테레소 외 1명
- 카라바지오 인 테네브리스 - 메튜 반 이크앗
- 하이 라이프 - 클레어 드니
- 메카니컬 소울 - 가엘 무어
- 애프터이미지 포 투모로우 - 첸 싱잉
- 어밴든 템플 - 웨이 하오 청
- 라이브 스트림 프롬 유키 - 성 한 차이
- 엘로 - 하오단 수
- 배스트 - 시아펭 치
- 에브리띵 플로우즈 - 여명 두
- 나인 VR: 날 만나러 와요 - 최민혁
- 세한도 - 임훈
- 안나, 마리 - 고충길 외 1명
- 바람의 기억 - 박흥식
- 웨딩 - 김명화 외 1명
- 너의 생각을 비워봐 - 이혜리 외 2명
- 조의 영역: Episode 3 - 유태경
- 레이어 - 박유찬
- 이머젼스 - 매트 파이크
- 본파이어 - 에릭 다넬
- 어론 - 마티아스 쉘부르
- 어나더 드림 - 타마라 쇼가올루
- 7 라이브스 - 얀 쿠넹
- 어큐즈 넘버2: 월터 시술루 - 니콜라스 챔퍼스 외 1명
- 미스터 부다 - 리 청
- 더 메이킹 오브 - 미디 지
- 더 데저티드 - 차이밍량
- 머시 - 아르만도 커윈
- 4 피트: 블라인드 데이트 - 마리아 벨렌 폰시오
- 론: 엠파이어 - 레스터 프랑수아
- 콘시어스 익스텐스 - 마크 짐머만
- 홈 애프터 워 - 가야트리 파라메스와란
- 트레일 오브 엔젤스 - 크리스티나 부오지테
- 에베레스트 VR - 조나단 그리피스
- 인사이트먼트 - 위베 반 덴 엔데

## 수상작 목록
| 시상 구문             | 시상 구문              | 수상                 | 작품                 |
| --------------------- | ---------------------- | -------------------- | -------------------- |
| 장편                  | 작품상                 | 더 룸                | 더 룸                |
| 장편                  | 감독상                 | 아담 이집트 모티머   | 다니엘 이즌 리얼     |
| 장편                  | 관객상                 | 진범                 | 진범                 |
| 장편                  | 삼시위원 특별상        | 아빠?                | 아빠?                |
| 넷팩(NETPAC)상        | 넷팩(NETPAC)상         | 걸리 보이            | 걸리 보이            |
| 단편                  | 작품상                 | 미래인간의 마지막 날 | 미래인간의 마지막 날 |
| 단편                  | 심사위원상             | 올 인클루시브        | 올 인클루시브        |
| 단편                  | 관객상                 | 행운의 상자          | 행운의 상자          |
| 코리아 판타스틱       | LG하이엔텍 작품상      | 영화로운 나날        | 영화로운 나날        |
| 코리아 판타스틱       | 감독상                 | 이돈구               | 팡파레               |
| 코리아 판타스틱       | 여우 주연상            | 임화영               | 팡파레               |
| 코리아 판타스틱       | 남우 주연상            | 조현철               | 영화로운 나날        |
| 코리아 판타스틱       | 관객상                 | 어서오시게스트하우스 | 어서오시게스트하우스 |
| 특별언급              | 특별언급               | G 어에어             | G 어에어             |
| 특별언급              | 특별언급               | 별장에서 생긴 일     |                      |
| 코리아 판타스틱 단편  | 작품상                 | 찔리는 이야기        | 찔리는 이야기        |
| 코리아 판타스틱 단편  | 관객상                 | 찔리는 이야기        | 찔리는 이야기        |
| EFFFF                 | 아시아 영화상          | 만리키               | 만리키               |
| EFFFF                 | 아시아 영화상 특별언급 | 이누가미의 결혼      | 이누가미의 결혼      |
| BIFAN 어린이 심사단상 | BIFAN 어린이 심사단상  | 아빠는 악당 챔피언   | 아빠는 악당 챔피언   |